# Choristí
Choristí är en ort i Grekland.   Den ligger i prefekturen Nomós Drámas och regionen Östra Makedonien och Thrakien, i den nordöstra delen av landet, 400 km norr om huvudstaden Aten. Choristí ligger 119 meter över havet och antalet invånare är 2 719.
Terrängen runt Choristí är kuperad åt nordost, men åt sydväst är den platt.Runt Choristí är det ganska tätbefolkat, med 60 invånare per kvadratkilometer. Närmaste större samhälle är Dráma, 5,7 km väster om Choristí. Trakten runt Choristí består till största delen av jordbruksmark.